# Nikolaj Bazjukov
Nikolaj Serafimovitj Bazjukov (ryska: Николай Серафимович Бажуков), född 23 juli 1953, var en sovjetisk längdskidåkare som var aktiv under 1970- och 1980-talen. Han blev olympisk guldmedaljör i Innsbruck 1976 på 15 kilometer och i Lake Placid i stafettlaget  4 x 10 km.